# Holy Moses
A Holy Moses egy német thrash metal együttes. Lemezkiadóik: Armageddon Records, Aaarg, West Virginia Records, Warner Music Group, Steamhammer Records, Century Media Records.

## Története
1980-ban alakultak meg Aachenben. Sabina Classen személyében egy nő az énekes. A metal műfajban ritkaságnak számítot, hogy női énekessel rendelkezzen egy zenekar. A német thrash metal mozgalom korai képviselői közé tartoznak. A korai felállás a következő volt: Ramon Brüssler – basszusgitár, Peter Vonderstein – dob, Jochen Fünders – gitár, ének.
Először egy demót dobtak piacra. Ez a felállás tiszavirág életűnek számított, 1981-ben ugyanis Vonderstein és Fünders elhagyták a Holy Moses sorait. Új tagok kerültek a zenekarba: Paul Linzenich – dob, Iggy – éneklés, Andy Classen – gitár. Szintén 1981-ben Iggy is kiszállt a zenekarból, helyére Andy barátnője, Sabina Classen került. Ez a felállás több demót is megjelentetett, illetve már egy válogatáslemezen is szerepeltek. Legelső nagylemezüket 1986-ban adták ki. Linzenich is "dobbantott" az együttesből, helyére Herbert Dreger dobos került. Dreger és Brüssler basszusgitáros helyére Uli Kusch és Andre Chapelier tagok kerültek. 1987-ben már a második stúdióalbumuk is megjelent, és turnézni kezdtek az Angel Dust, Rage, Steeler, Paganini, D.R.I. és Holy Terror együttesekkel. Harmadik nagylemezük 1989-ben került a boltok polcaira. Megint koncerteztek, ez alkalommal a Sacred Reichhal és a Forbiddennel együtt játszottak. Egy másodgitárossal is gyarapodott a zenekar, Rainer Laws személyében. Laws azonban 1990-ben szintén elhagyta a zenekart, betegsége miatt. 1990-ben, 1991-ben és 1992-ben is megjelentettek nagylemezeket. Az 1992-es "Reborn Dogs" elkészítése után Sabina kiszállt a Holy Mosesből, így az együttes fel is oszlott. A tagok új zenekart alapítottak, "Temple of the Absurd" néven. 1994-ben új nagylemezt rögzítettek, ezen az albumon viszont nem Sabina Classen, hanem Andy Classen énekelt. A lemez elődeinél jóval keményebb hangzással bír. Az S.O.D. basszusgitárosa, Dan Lilker is közreműködött az albumon. A kilencvenes évek vége keserű korszaknak számított, ugyanis a Temple of the Absurd koncertezése közben Sabina összeesett a színpadon, kórházba került, 2000-ben pedig motor balesetet szenvedett. A Temple of the Absurd feloszlott, Sabina pedig újra összefogott Andy Classennel, hogy új dalokat szerezzenek. A zenekar első kétezres évekbeli stúdióalbuma 2002-ben került a boltok polcaira. 2005-ben, 2008-ban és 2014-ben is jelentettek meg nagylemezeket. 2008-ban Magyarországon is koncerteztek, az Obituaryval és az Avatarral.

## Tagok

### Jelenlegi tagok
- Sabina Classen – ének (1981–)
- Thomas Neitsch – basszusgitár (2008–)
- Gerd Lücking – dobok (2011–)
- Peter Geltat – gitár (2012–)

## Diszkográfia

### Stúdióalbumok
- Queen of Siam (1986)
- Finished with the Dogs (1987)
- The New Machine of Lichtenstein (1989)
- World Chaos (1990)
- Terminal Terror (1991)
- Reborn Dogs (1992)
- No Matter What's the Cause (1994)
- Disorder of the Order (2002)
- Strength Power Will Passion (2005)
- Agony of Death (2008)
- Redefined Mayhem (2014)